# 蒙古人民共和国
蒙古人民共和国（1924年—1992年）是1924年至1992年存在于东亚的一个社会主义国家，也是继苏联之后，世界上第二个社会主义国家。

## 历史
1911年10月中国湖北武昌起义爆发。1911年12月29日，喀爾喀蒙古（外蒙古）各部落王公首領推戴藏傳佛教格魯派活佛哲布尊丹巴呼圖克圖為蒙古大汗，登基稱“额真汗”（俗称“博克多汗”），宣佈脫離清朝獨立，成立政教合一的國家大蒙古國。不過，外蒙古的獨立並未得到清廷以及清朝崩溃後的中華民國政府的承認，僅受到西藏的承認，未得到國際社會的廣泛認可，而暗中支持其獨立的俄國對此也採取模棱兩可的態度。1915年，中俄蒙三方签订《中俄蒙协约》，外蒙古放弃独立接受中华民国的宗主权，而中国承诺给予外蒙古高度自治权。
1919年11月，中华民国北京政府宣布外蒙古“取消自治”，废除《中俄蒙协约》，并出兵占领外蒙古，但在1921年2月被恩琴率领的白军击败，中国北洋军队被白军驱逐出外蒙古。1921年7月，蒙古革命军在苏军的援助下，成功击退俄国白军势力，具有共产主义性质的新的君主立宪政府宣告成立，苏赫巴托成为军事部长，博克多汗的权力有限，成为象征性的国家元首。
1923年，蘇赫巴托逝世之後，喬巴山和其他蒙古人民黨革命領導人按照馬克思列寧主義原則，準備在蒙古徹底消滅封建勢力，逐步使作為落後國家的蒙古不經過資本主義而向社會主義過渡。1924年，博克多汗駕崩，君主立憲制被廢除，大蒙古國過渡至蒙古人民共和国。
1924年5月31日，在北京签订《苏维埃社会主义共和国联盟和中华民国关于解决悬案大纲的协定》，其中第五条规定，「蘇聯政府承認外蒙為完全中華民國之一部分」。加拉罕同时正式声明，一俟有关撤兵期限协定签字，苏联随时准备从蒙古撤出军队。

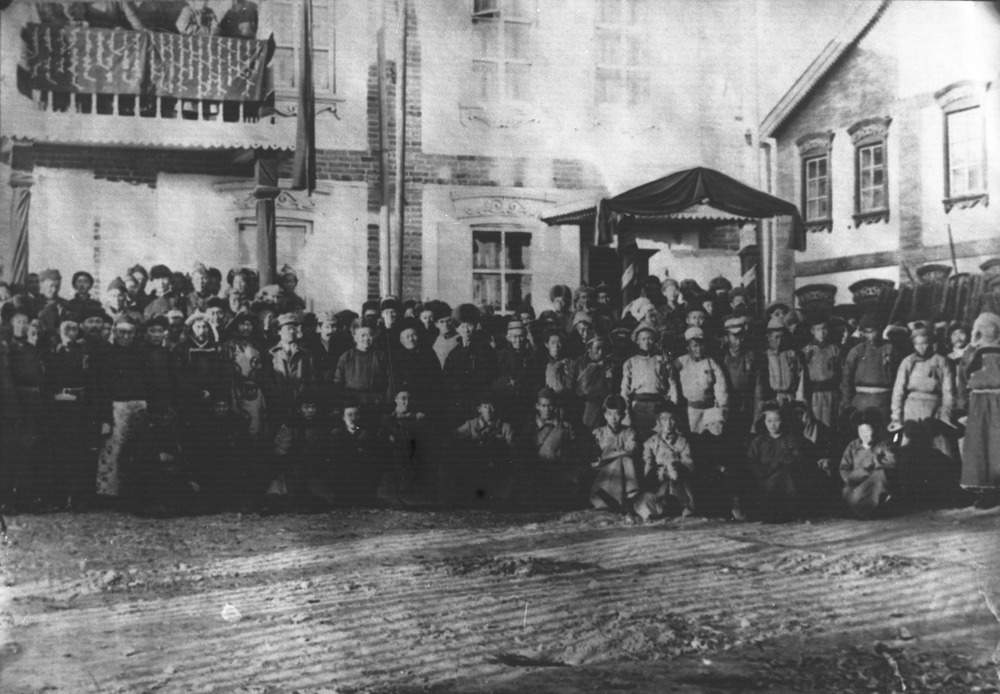
国家大呼拉尔通过《宪法》

1924年11月26日，在库伦举行了国家大呼拉尔第一次会议，通过了蒙古历史上的第一部宪法《蒙古人民共和国宪法》，宣布成立蒙古人民共和国，且将首都京都库伦更名为乌兰巴托。
1932年4月至11月，库苏古尔省爆发武装起义，反对蒙古人民革命党及苏联布尔什维克的牧业集体化和阶级斗争政策引起的起义，起义后扩散至后杭爱省、前杭爱省、扎布汗省。
1935年初，日本关东军在满洲国西北兴安地区（今呼伦贝尔）的军事部署基本就绪，关东军直属骑兵集团下辖骑兵第1旅团、骑兵第4旅团，由笠井中将指挥，不断在满蒙边界制造军事挑衅摩擦，试探外蒙古军事实力和政治态度。但由于骑兵兵种单一，加上重武器不足，难以胜任对蒙古的威慑挑衅目的。蒙古人民军在哈尔哈庙战斗中击退关东军的挑衅。日本于1936年2月由驻公主岭的战车第1师团抽出部分兵力组成一个特遣支队，支队长涩谷大佐，进驻海拉尔，暂配属于骑兵集团长笠井中将指挥。1936年3月12日《苏蒙互助协定书》签订，1936年3月29日对外公布。1936年3月30日，日本关东军涩谷支队1500人乘汽车50辆、装甲车12辆、坦克4辆，从贝尔湖西岸阿萨尔庙地区入侵外蒙古境内阿达格多兰地区，日本军装甲车全部被击毁，涩谷率撤回海拉尔休整补充。
1939年，苏蒙联军在诺门罕与满洲国、日本关东军交战并最终获胜，是为諾門罕戰役，此战后日本放弃“北进”扩张计划。
1941年，日本和苏联簽立《日蘇中立條約》，蒙古人民共和國得到日本政府的承認，同時苏联也承認了满洲国的地位。
1945年，雅尔塔会议上，美国请苏联出兵解决中国境内的日本軍，苏联的条件是“维持外蒙古（蒙古人民共和国）现状”。中華民國签订《中蘇友好同盟條約》後，同年10月外蒙古舉行公民投票，98％的選民支持獨立。
1946年1月5日，中華民國國民政府發佈公告承认外蒙古独立。1949年10月，中華人民共和國成立后，于10月16日和蒙古建立正式外交关系，不視之為固有中國領土。
1952年1月26日，喬巴山於莫斯科逝世，尤睦佳·澤登巴爾繼任領導人，長期領導蒙古人民共和國至1984年。
蘇聯時期，蒙古人民共和國事實上是蘇聯的衛星國。期间蒙古人民革命党一直是蒙古的唯一执政党，在1953年，撤退至臺灣的中華民國政府以蘇聯違反《中蘇友好同盟條約》為由不再承認外蒙古獨立，並宣稱外蒙古乃中華民國的領土。但在1961年迫於美國的壓力，而以棄權方式允許蒙古加入聯合國，之後實際上便默認其獨立地位。直到1990年代台灣民主化後，正式展開與蒙古國的交流。
1984年8月，姜巴·巴特蒙赫當選為蒙古人民革命黨總書記，為保守的共產主義者，在澤登巴爾下台後顯少進行政治改革，但在蘇聯推進改革之壓力下，於1980年代末推動經濟「革新」政策，包括政府機構等方面的改革。但巴特蒙赫推進的「政治開放」不足，使日趋僵化的蒙古人民革命黨官僚面臨巨大的變革壓力。
1990年1月12日，首都烏蘭巴托爆發示威，演變成1990年蒙古民主革命，最終以非流血方式使蒙古修改憲法和民主化。3月，巴特蒙赫政府垮台。4月30日，政府与反对派举行会谈，同意实行多党制、进行自由选举。6月，举行蒙古历史上第一次有多个政党参加的议会选举。
1992年2月12日，在達希·賓巴蘇倫政府主導的政治改革之下，正式修改宪法，更改国名为蒙古国，更換国旗、国徽，放弃社会主义制度。

## 經濟
在1921年革命前夕，外蒙古的經濟不發達，停滯不前，以遊牧畜牧業為基礎。農業和工業幾乎不存在，交通和通訊原始，放貸、服務業和貿易幾乎完全掌握在中國人或其他外國人手中。居民大多數是依附那顏的文盲遊牧民，很大一部分男性勞動力生活在寺院裡，對經濟的貢獻很小。牲畜主要由貴族和寺院擁有，其餘經濟部門的所有權由中國人或其他外國人主導。因此，蒙古的新統治者面臨著建設現代社會主義經濟的艱巨任務。
蒙古在人民革命黨控制下的經濟發展可分為三個時期：1921-1939年、1940–1960、1961年至共产党统治结束。在蒙古政府稱之為“普遍民主轉型”階段的第一個時期，經濟仍然主要是農業且不發達。在將牧民集體化的嘗試失敗后，牲畜仍然掌握在私人手中。國家開始發展以畜牧產品加工和國營農場農作物種植為基礎的工業。在蘇聯的援助下，成立了蒙古银行，并将運輸、通訊、國內外貿易、銀行和金融業收歸國有；他們被置於蒙古國家控制的合作組織或蒙古蘇聯聯合股份公司之下。1930年代起，烏蘭巴托成為該國的工業中心。
蒙古拥有煤炭、铜、萤石和铁矿石等工业储备，以及大量金、银、锌、铅、锡、钨和其他贵金属和稀有金属矿藏。第一个现代煤矿建于20世纪30年代，位于乌兰巴托附近的纳莱哈，并通过一条窄轨铁路与首都相连。乌兰巴托以东达尔汗和巴嘎诺尔附近的沙林戈尔大规模露天采矿的发展使纳莱哈煤矿变得过时。20世纪30年代乌兰巴托工业联合体建成之前，蒙古没有制造业；直到20世纪60年代和70年代达尔汗和额尔登特建成，并伴随着对乔巴山和苏赫巴托尔等省城进行现代化的努力，蒙古才有了大规模的发展。主要产业包括采矿、发电、建筑材料生产以及将畜产品（肉类、羊毛和兽皮）加工成半成品、食品和消费品。
1950年，工业占蒙古净物质产品 (NMP) 的7%，到1985年上升到35%。贸易从10%上升到26%；农业（包括畜牧业）从68%下降到20%。1960年，61%的就业人口在农业部门工作，到1985年下降到33%。蒙古的国内生产总值（GDP）数字在整个20世纪80年代都创下了增长记录；直到1988年，GDP的年增长率仍达到5.1%。20世纪 80年代末，经济停滞和苏联改革的例子导致蒙古领导人实施了一项改革计划，以市场方向发展经济，最终导致社会主义共和国的终结和转向资本主义。

## 与苏联关系
蒙古仅与苏联（俄国）和中国为邻，故为了实现民族独立，革命后与苏联建立了密切的关系。事實上直到1990年，外界普遍認為蒙古、北韓與阿爾巴尼亞是世界上最遙遠、最孤立的三個國家。

### 背景

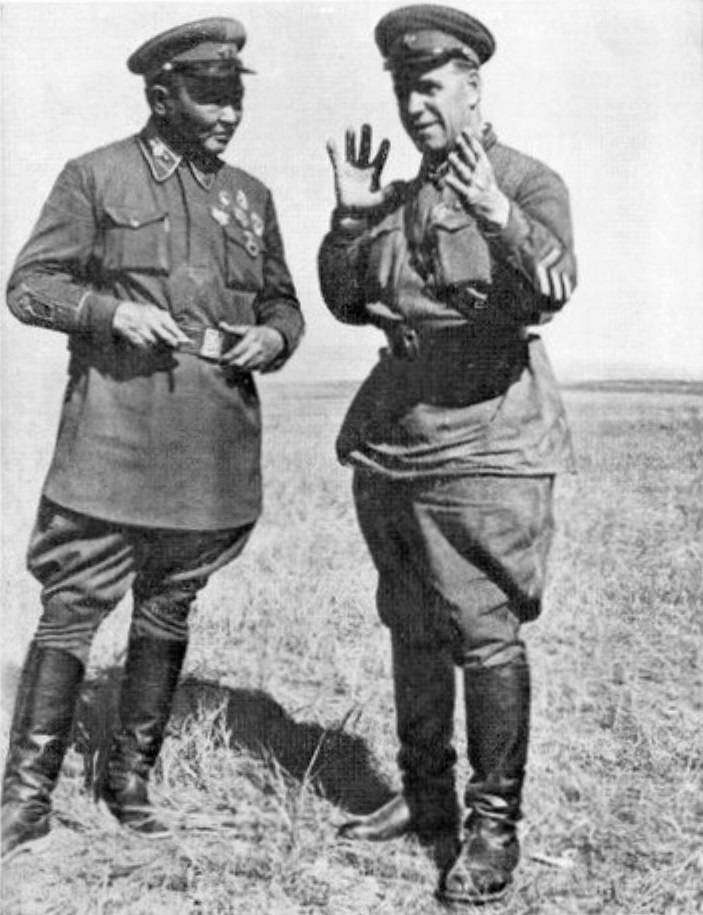
乔巴山（左）与朱可夫

喀尔喀蒙古（外蒙古）在17世纪时被清朝纳入统治范围。清末新政激发了蒙古人的不满，导致外蒙古从清朝分离。1917年俄国革命后中国北洋政府试图派兵占领外蒙古，而苏联红军则在追击高尔察克为首的白军和日本干涉军时进入外蒙古，并于1921—1924年成立社会主义政权。

### 军事关系
自1921年起，苏联军队常驻外蒙古，并于1938年同日本关东军发生冲突。1945年苏联和蒙古对日宣战，苏军和蒙古人民军进攻满洲国。通常而言，蒙古人民共和国作为苏联的卫星国，武装力量受驻蒙苏军影响很大，1960年代以后蒙古军队交由苏军将军指挥。由于当时中苏关系恶化，苏联在蒙古駐军对中国東北及首都北京构成严重威胁。

### 经贸关系
蒙古是经互会成员国，作為社會主義陣營的一員，蒙古得以廉價進口蘇聯的能源，不過蘇聯也通过经互会全面控制蒙古國经济。蒙古长期依赖苏联的经济援助，但苏联并未向蒙古提供广泛的工业和科技援助，致使蒙古到今天还没有完善的工业基础（根據國際分工，蒙古只提供原材料）。

### 文化關係
蒙古在苏维埃化的同时，文化上全面去除藏传佛教在人民共和國的影响，推广马克思主义无神论，蒙古佛教遭遇毁灭性打击。并学习苏联推广“社會主義現實主義”文化，将俄語作为第二語言，在文字改革後使用蒙古语西里尔字母取代旧蒙文。

## 领导人
| 黨和國家最高領導人 | 黨和國家最高領導人 | 黨和國家最高領導人                              | 任期          | 任期          | 備註                                                                                    |
| 任次               | 肖像               | 姓名 (生–卒)                                    | 到任          | 離任          | 備註                                                                                    |
| ------------------ | ------------------ | ----------------------------------------------- | ------------- | ------------- | --------------------------------------------------------------------------------------- |
| 1                  |                    | 達木丁·蘇赫巴托爾 Дамдины Сүхбаатар (1893–1923) | 1920年3月1日  | 1923年2月20日 | 軍事部長 (1921–1923)                                                                    |
| 2                  |                    | 霍爾洛·喬巴山 Хорлоогийн Чойбалсан (1895–1952)  | 1923年2月20日 | 1952年1月26日 | 國家小呼拉爾主席團主席 (1929–1930) 部長會議主席 (1939–1952)                             |
| 3                  |                    | 尤睦佳·澤登巴爾 Юмжаагийн Цэдэнбал (1916–1991)  | 1952年1月26日 | 1984年8月24日 | 總書記(1940–1954;1958–1984) 大人民呼拉爾主席團主席 (1974–1984) 部長會議主席 (1952–1974) |
| 4                  |                    | 姜巴·巴特蒙赫 Жамбын Батмөнх (1926–1997)        | 1984年8月24日 | 1990年3月21日 | 總書記、大人民呼拉爾主席團主席 (1984–1990) 部長會議主席 (1974–1984)                     |

| 届次                                                                                | 名字                      | 任命           | 去职           |
| ----------------------------------------------------------------------------------- | ------------------------- | -------------- | -------------- |
| 蒙古人民党中央委员会主席 1923年－1925年 蒙古人民革命党中央委员会主席 1925年－1928年 |                           |                |                |
| 3                                                                                   | 阿吉巴·丹增               | 1923年1月12日  | 1924年8月31日  |
| 4                                                                                   | 策伦奥齐尔·丹巴道尔吉     | 1924年8月31日  | 1928年10月27日 |
| 蒙古人民革命党中央委员会第一书记 1928年－1940年                                     |                           |                |                |
| 5                                                                                   | 奥勒扎·巴德拉克           | 1928年10月28日 | 1929年1月30日  |
| 6                                                                                   | 巴特奥齐尔·额勒德巴奥齐尔 | 1929年1月30日  | 1930年3月13日  |
| 7                                                                                   | 博勒吉德·根登             | 1930年3月13日  | 1931年3月13日  |
| 8                                                                                   | 卓勒宾·希耶               | 1931年3月13日  | 1932年6月30日  |
| 9                                                                                   | 巴特奥齐尔·额勒德巴奥齐尔 | 1932年6月30日  | 1932年7月30日  |
| 10                                                                                  | 姜巴·勒库姆               | 1932年7月30日  | 1933年6月30日  |
| 11                                                                                  | 道尔扎布·鲁布桑沙拉布     | 1933年6月30日  | 1934年10月5日  |
| 12                                                                                  | 哈斯奥齐尔·鲁布桑道尔吉   | 1934年10月5日  | 1936年8月15日  |
| 13                                                                                  | 班扎尔扎布·巴桑扎布       | 1936年8月15日  | 1940年2月22日  |
| 14                                                                                  | 达希·丹巴                 | 1940年2月22日  | 1940年4月8日   |
| 蒙古人民革命党中央委员会总书记 1940年－1954年                                       |                           |                |                |
| 15                                                                                  | 尤睦佳·泽登巴尔           | 1940年4月8日   | 1954年4月4日   |
| 蒙古人民革命党中央委员会第一书记 1954年－1981年                                     |                           |                |                |
| 16                                                                                  | 达希·丹巴                 | 1954年4月4日   | 1958年11月22日 |
| 17                                                                                  | 尤睦佳·泽登巴尔           | 1958年11月22日 | 1981年5月30日  |
| 蒙古人民革命党中央委员会总书记 1981年－1990年                                       |                           |                |                |
| 17                                                                                  | 尤睦佳·泽登巴尔           | 1981年5月30日  | 1984年8月24日  |
| 18                                                                                  | 姜巴·巴特蒙赫             | 1984年8月24日  | 1990年3月14日  |
| 19                                                                                  | 贡布扎布·奥其尔巴特       | 1990年3月14日  | 1990年4月      |
| 蒙古人民革命党中央委员会主席 1990年－1992年                                         |                           |                |                |
| 19                                                                                  | 贡布扎布·奥其尔巴特       | 1990年4月      | 1991年2月28日  |
| 20                                                                                  | 布德拉格查·达希云登       | 1991年2月28日  | 1992年10月5日  |

## 邮票

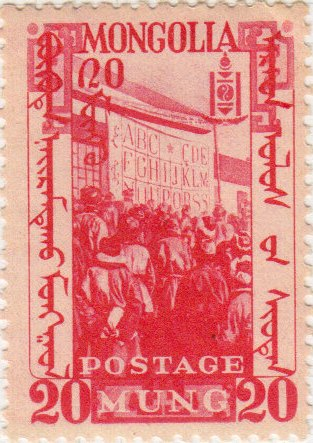
1932年郵票
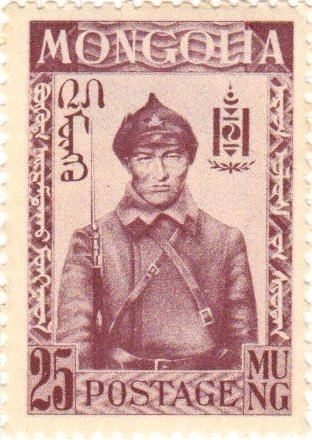
1932年郵票
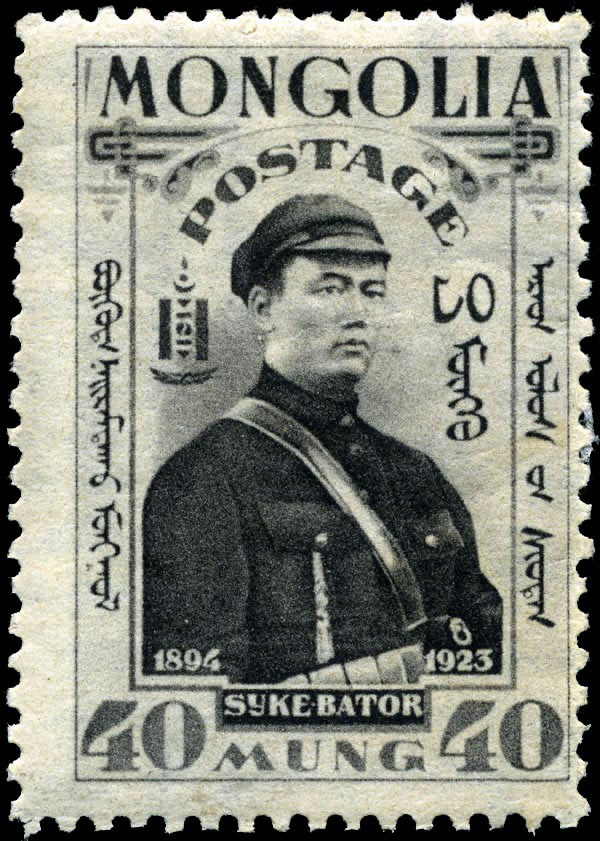
1932年郵票